# Joseph Garat (homme politique, 1872-1944)
Pour les articles homonymes, voir Garat et Joseph Garat (1911-1990).
Joseph Garat, né le 31 décembre 1872 à Bayonne, décédé le 28 décembre 1944 au même endroit, est un homme politique français du XXe siècle. Clientéliste habile, il parvient à se faire élire plusieurs fois à la mairie de sa ville natale. Sa participation dans l'escroquerie du crédit municipal de Bayonne connue sous le nom d'affaire Stavisky mettra un terme à sa carrière politique.

## Biographie

### «Première èregaratiste»
Docteur en droit, diplômé de l'École libre des sciences politiques de Paris, auteur d'un ouvrage qui témoignait de sa curiosité juridique, Joseph Garat exerce la profession d'avocat jusqu'en 1910, date à laquelle il est élu député et cesse de plaider.
Il débuta dans la politique comme conseiller municipal de Bayonne (depuis 1900), avant d'être élu maire de la même ville en 1908 puis comme conseiller général du canton de Bayonne-Est en 1909. À part une courte interruption, il conserva son mandat de conseiller général jusqu'en 1934.
Il se présenta pour la première fois aux élections législatives de 1910 et fut élu au premier tour contre MM. Barillier et d'Arcangues,. C'est alors que commence la « première ère garatiste[réf. nécessaire] » sur la cité bayonnaise, puisqu'il est réélu maire en 1912 et député en 1914, toujours au premier tour, contre Gabriel Castagnet.

### Échec de 1919
Durant la Première Guerre mondiale, il est mobilisé (il a alors 42 ans) et participe à l'expédition de Salonique, où son action le fait décorer de la Croix de guerre.
Le scrutin de liste, en 1919, ne lui fut pas favorable. Le département des Basses-Pyrénées ne comportait plus que deux circonscriptions. Louis Barthou qui était précédemment député des Basses-Pyrénées, circonscription d'Oloron, se présenta en tête de la liste de concentration républicaine dans la 1re circonscription. Cette liste emporta les quatre sièges. Dans la 2e circonscription, Joseph Garat se présenta en tête de la liste d'union républicaine, mais ce fut la liste républicaine d'action économique et sociale qui enleva les trois sièges.
Garat n'avait obtenu que 9 267 voix sur 34 476 votants : maire radical bien implanté à Bayonne, il n'avait pas résisté à la marée de droite qui submergea le pays et élit une « Chambre bleu horizon ».
Garat se retire alors de la vie politique et travaille, de 1919 à 1924, dans un cabinet d'affaires de Paris.

### «Deuxième èregaratiste»
En mai 1924, Joseph Garat retrouva son siège de député, seul élu de la liste d'union des gauches. Il fut réélu au scrutin de ballottage en 1928 contre Castagnet, puis, pour la cinquième fois en 1932, au deuxième tour,, contre René Delzangles qui devait le remplacer quatre ans plus tard.

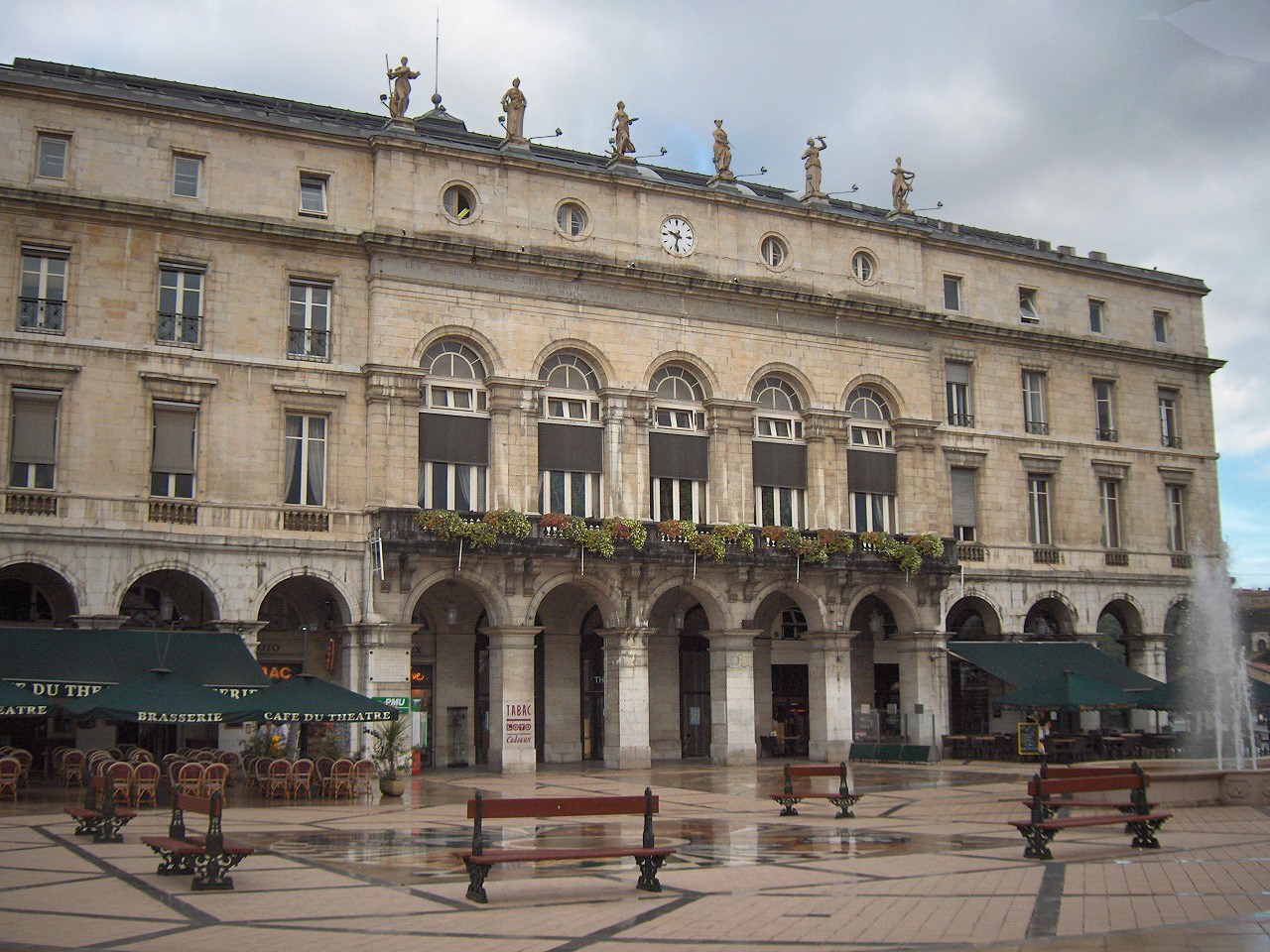
Mairie de Bayonne.

C'est alors le début de la « deuxième ère garatiste[réf. nécessaire] » : ayant repris son écharpe de maire de Bayonne en 1925, il se maintint à la mairie en 1929.
Au cours des cinq législatures, Joseph Garat, inscrit au groupe du parti républicain radical et radical-socialiste, fut membre de diverses commissions : commission de l'armée, du travail, de la marine, des affaires extérieures, « du suffrage universel ».
Par ses propositions et ses rapports ou avis, Joseph Garat se préoccupa aussi bien de l'indemnisation des victimes d'intempéries dans la région de Bayonne qu'au statut de l'École polytechnique, à la situation des officiers et sous-officiers, aux provocations à la désertion, à la suppression de l'octroi, au mandat des conseillers généraux, au monopole en faveur de l'État des jeux dans les casinos. Il fit des interventions sur les événements de guerre et sur la politique du gouvernement en Alsace-Lorraine.
Rien ne semblait stopper cette brillante carrière politique locale quand, en 1933, est révélée l'affaire Stavisky.

### Affaire Stavisky
Garat avait créé en 1930 le crédit municipal de Bayonne « dans des intentions fort louables et avec le souci de l'administrateur de collectivité locale préoccupé de sa prospérité. » ; ce fut sa qualité de président du conseil d'administration de cette banque qui lui attira de graves ennuis lors de l'affaire Stavisky. Cet organisme permit le détournement de plusieurs dizaines de millions de francs et les bons de Bayonne furent au centre du scandale.

Le matin du samedi 23 décembre 1933, le sous-préfet Anthelme reçoit Gustave Tissier, directeur du Crédit municipal de Bayonne. Il répond ainsi - avec un peu d’étonnement - à sa demande pressante d’entretien. Quelle n’est pas sa surprise de voir l’homme lui déballer ce qui va devenir l’escroquerie du siècle. 

« Tissier, directeur du Crédit Municipal, a été arrêté et écroué à la maison d’arrêt, sous l’inculpation de faux, d’usage de faux et de détournement de deniers publics. Il a été émis pour plusieurs milliers de faux bons de Crédit municipal... »

 C’est en ces termes que le journal Le Courrier de Bayonne relate l’événement quelques jours plus tard. C’est le début de l’affaire Stavisky qui, de scandales en crises politiques, aboutira à l’émeute parisienne du 6 février 1934,.
Garat fut interpellé le 7 janvier 1934 et incarcéré à la prison de Bayonne, il démissionne alors de sa fonction de maire et de conseiller municipal : le Parti radical décide son exclusion au mois de mars suivant. L'affaire, comme on le sait, provoqua une grande agitation politique et la démission, le 27 janvier, du cabinet Chautemps II. Elle fut aussi à l'origine de la journée d'émeute du 6 février.

Devant la commission d'enquête, Joseph Garat, plaidant son innocence « dans le plein sens du terme, s'abrita derrière l'influence néfaste du mauvais génie » (Stavisky alias « Alexandre ») qui l'avait trompé : 

« Pour mon malheur, Messieurs, j'avais fait la connaissance d'un homme que je n'ai connu que sous le nom d'Alexandre jusqu'à la fin de 1933. »

 Dans ses conclusions, le rapporteur, Ernest Lafont, juge avec rigueur l'attitude de Joseph Garat : 

« Sans l'aide de Garat, député-maire de Bayonne, l'escroquerie de Bayonne qui est la pièce maîtresse de l'entreprise Stavisky aurait été impossible, Garat porte toute la responsabilité de cette affaire, depuis la constitution du crédit municipal de Bayonne jusqu'au moment où éclata le scandale fin décembre 1933... Garat demeure donc un des plus gravement coupables et jamais culpabilité n'a été mieux établie contre un homme qui, après vingt-cinq années de vie publique irréprochable, n'a pas craint de compromettre la dignité de ses fonctions de maire et de député de Bayonne et de trahir la confiance que ses concitoyens avaient mise en lui. »

Inculpé de vol, faux et usage de faux en écritures publiques, complicité de faux en écritures publiques, abus de confiance, recel, complicité de détournements de pièces et de deniers publics et d'escroquerie, Joseph Garat est condamné le 17 janvier 1936 par la cour d'assises de la Seine à deux ans de prison, peine couverte par la détention.
L'affaire Stavisky marque donc sa mort politique. Joseph Garat meurt à Bayonne, le 28 décembre 1944, à l'âge de 72 ans, oublié, malgré une importante carrière politique locale et parlementaire.